# DB 445
A DB 445 sorozat, később DB 845 sorozat egy német prototípus háromrészes, Bo'Bo'+2'2'+Bo'Bo' tengelyelrendezésű emeletes villamos motorvonat volt. A DWA, az Adtranz és a Siemens gyártotta 1998-ban. Gyártásra később nem került sor.